# Raymond Schryer
Raymond Schryer (ur. 1961 w Sault Ste. Marie) – kanadyjski lutnik, uznawany za jednego z wiodących innowatorów w tym zawodzie.

## Życiorys
Od czternastego roku życia uczył się lutnictwa u wuja, Fernanda Schryera. Studiował wiolinistykę na Uniwersytecie Zachodniego Ontario.Odbył kurs czeladniczy w Toronto. Między 1992 a 2012 zdobył dziesięć medali na różnych konkursach lutniczych (dwa złote, siedem srebrnych i jeden brązowy). W 2003 zdobył złoty medal na Concorso Triennale degli strumenti ad arco Antonio Stradivari w Cremonie. Zasiada we władzach American Federation of Violin and Bow Makers, a także Violin Society of America. Od 2010 wycofał się ze startowania w konkursach i pełni funkcję jurora w międzynarodowych konkursach lutniczych, a także eksperymentuje z wprowadzaniem nowych technik do lutnictwa. W 2016 był jurorem na XIII Międzynarodowym Konkursie Lutniczym im. Henryka Wieniawskiego w Poznaniu.